# حميد رشيد معلة
حميد رشيد معلة الساعدي سياسي عراقي شغل منصب عضو في مجلس النواب العراقي في دورته الأولى من عام 2005 إلى 2010، ورئيس الهيئة العامة لتيار الحكمة الوطني.